# 普瓦瑟勒城和拉佩里耶尔
普瓦瑟勒城和拉佩里耶尔（法語：Poiseul-la-Ville-et-Laperrière，法語發音：[pwazœl la vil e lapɛʁjɛʁ]）是法国科多尔省的一个市镇，位于该省中部，属于蒙巴尔区。

## 地理
普瓦瑟勒城和拉佩里耶尔（47°33'44"N, 4°40'11"E）面积21.64 平方千米，位于法国勃艮第-弗朗什-孔泰大區科多尔省，该省份为法国中东部省份，北起奥布省，西接涅夫勒省和约讷省，南至索恩-卢瓦尔省，东南接汝拉省，东临上索恩省，东北部与上马恩省接壤。
与普瓦瑟勒城和拉佩里耶尔接壤的市镇（或旧市镇、城区）包括：拜尼厄莱瑞夫、比利莱尚索、弗罗卢瓦、瓦尼、奥雷、孔韦尔新城。

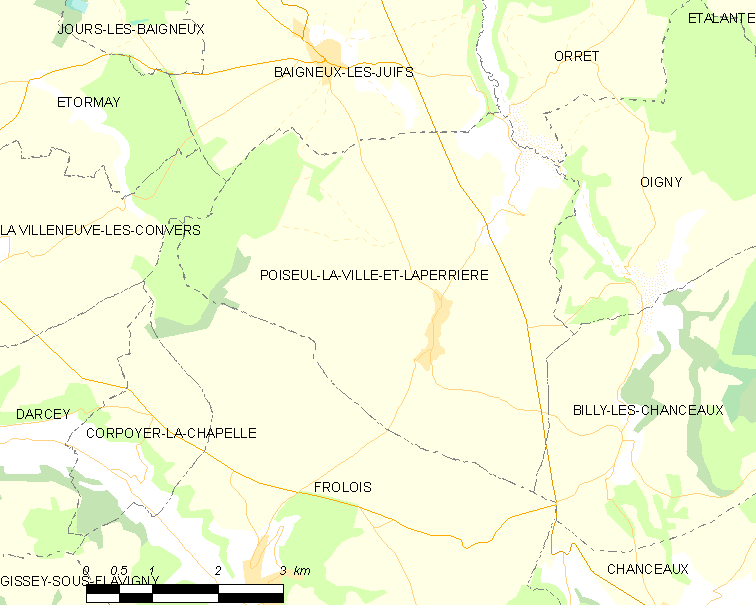
普瓦瑟勒城和拉佩里耶尔的OSM定位图

普瓦瑟勒城和拉佩里耶尔的时区为UTC+01:00、UTC+02:00（夏令时）。

## 行政
普瓦瑟勒城和拉佩里耶尔的邮政编码为21450，INSEE市镇编码为21490。

## 政治
普瓦瑟勒城和拉佩里耶尔所属的省级选区为塞纳河畔沙蒂永县。

## 人口

1962-2008年间普瓦瑟勒城和拉佩里耶尔人口变化图示

普瓦瑟勒城和拉佩里耶尔于2022年1月1日时的人口数量为155人。